# Ordina Open 2007
Ordina Open 2007 — тенісний турнір, що проходив на відкритих кортах із трав'яним покриттям Росмалені (Нідерланди). Це був 18-й за ліком Rosmalen Grass Court Championships. Тривав з 18 до 25 червня 2007 року.

## Фінальна частина

### Одиночний розряд, чоловіки
Іван Любичич —  Петер Весселс, 7–6(7–5), 4–6, 7–6(7–4)

### Одиночний розряд, жінки
Анна Чакветадзе —  Єлена Янкович, 7–6(7–2), 3–6, 6–3

### Парний розряд, чоловіки
Джефф Кутзе /  Рогір Вассен —  Мартін Дамм /  Леандер Паес, 3–6, 7–6(7–5), [12–10]

### Парний розряд, жінки
Чжань Юнжань /  Chuang Chia-Jung —  Анабель Медіна Гаррігес /  Вірхінія Руано Паскуаль, 7–5, 6–2